# Porpomiris
Porpomiris is een geslacht van wantsen uit de familie van de Miridae (Blindwantsen). Het geslacht werd voor het eerst wetenschappelijk beschreven door Berg in 1883.

## Soorten
Het genus bevat de volgende soorten:

- Porpomiris campinensis Carvalho, 1947
- Porpomiris curtulus (Reuter, 1909)
- Porpomiris picturatus Berg, 1883